# Бережанка (Хмельницький район)
Бережа́нка — село в Україні, у Чорноострівській селищній територіальній громаді Хмельницького району Хмельницької області. Населення становить 455 осіб.

## Назва села
За легендою, заможний пан, який мешкав у Чорному Острові, мав три дочки : Мар'яну, Марту та Жанну. Щоб увіковічити пам'ять про них, пан вирішив назвати селища поблизу Чорного Острова на їхню честь. Так свої назви отримали Мар'янівка, Мартинівка та відповідно Бережанка.
За іншою версією назва бережанка походить від великої кількості берегів які ділять селище на дві частини та оточують його майже з усіх боків.

### Рельєф
Селище розташоване на висоті 300м над рівнем моря. Село ділить на дві частини системи іригаційних каналів та береги з болотними заплавами. Околиці селища розташовуються на невисокому підвищенні, в той час як цент розташований у невеликій долині. Різниця висот між околицями та центром не перевищує 50 м.

## Галерея

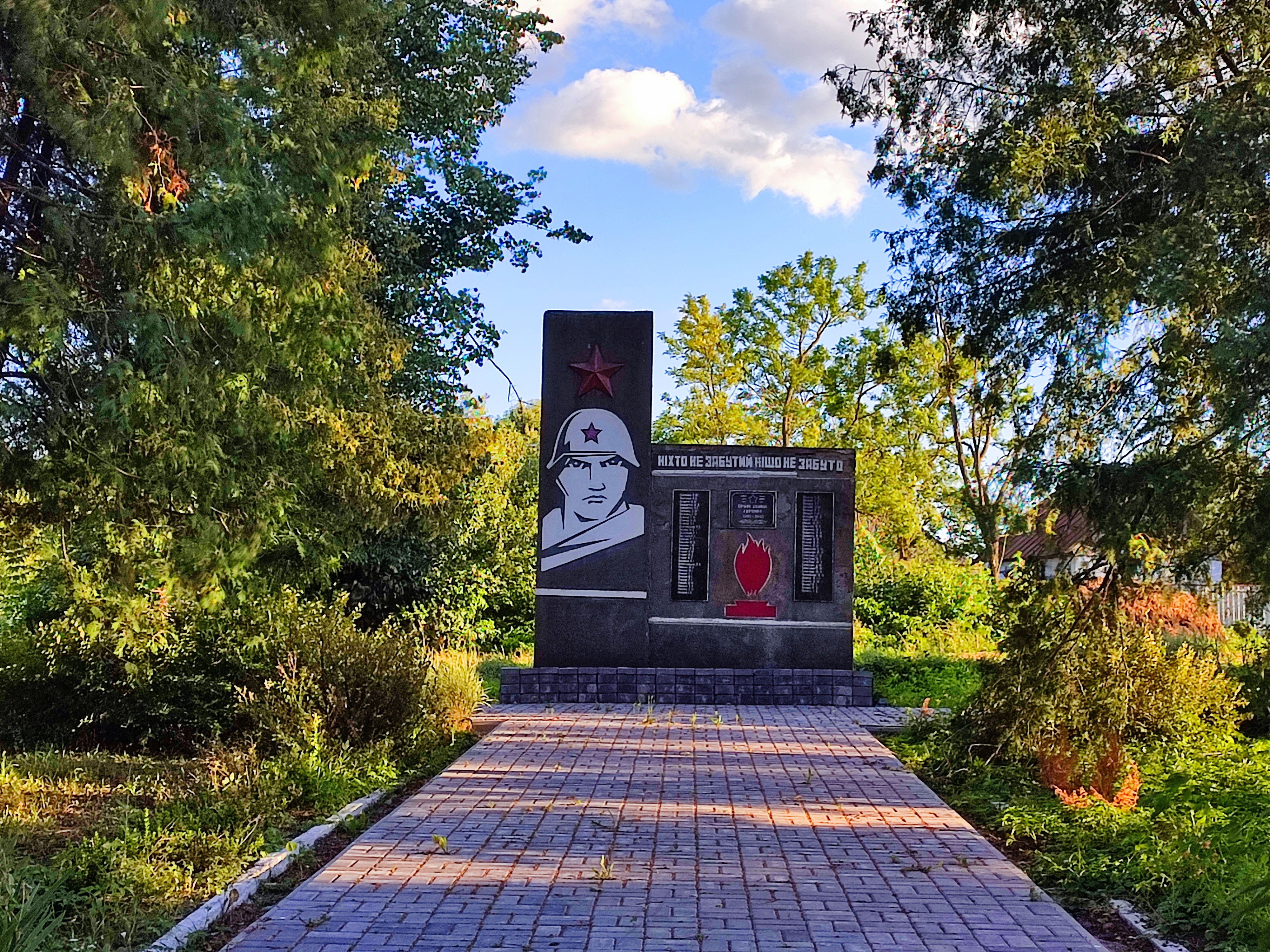
Братська могила радянських воїнів
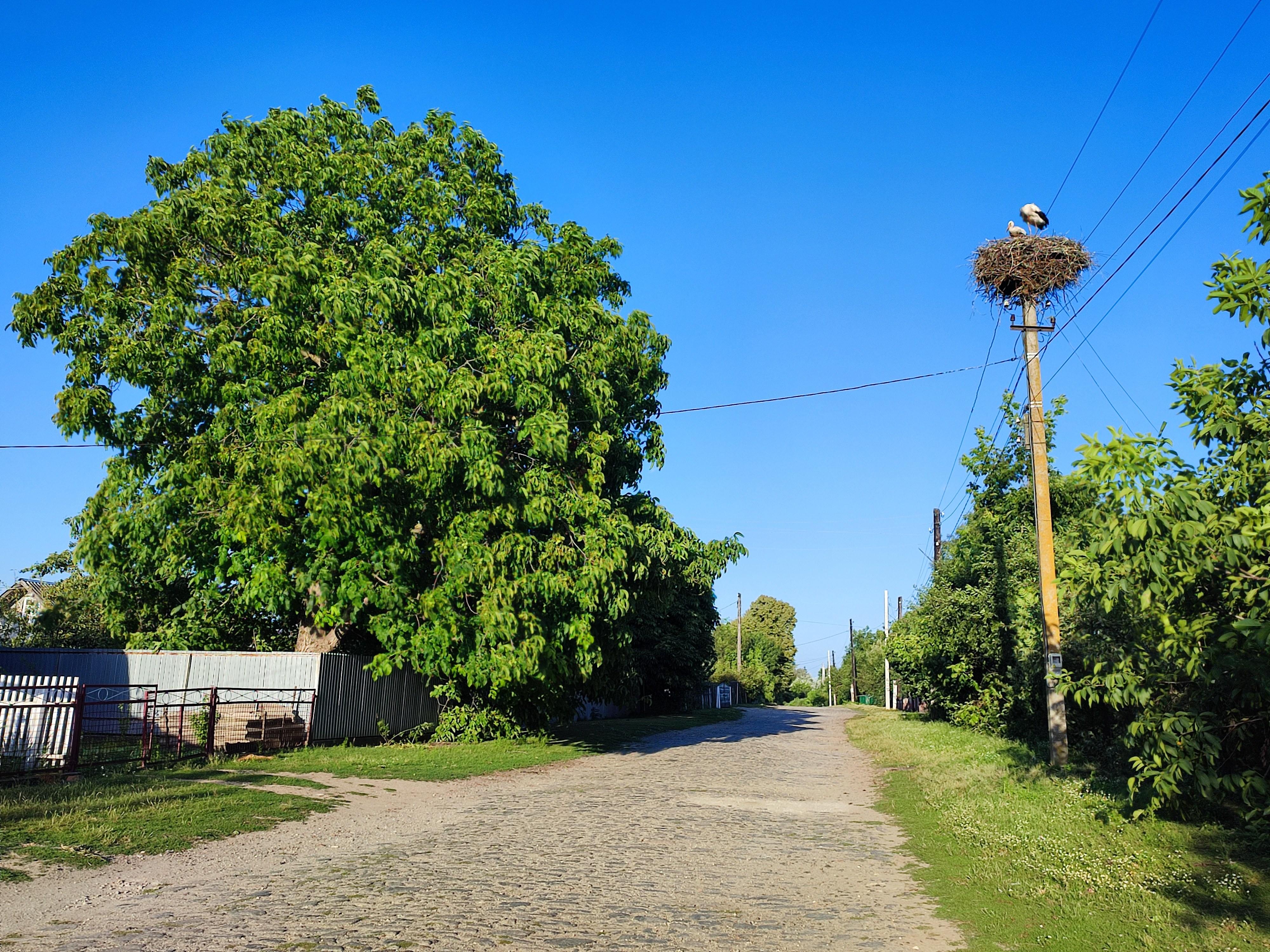
Вулиця села
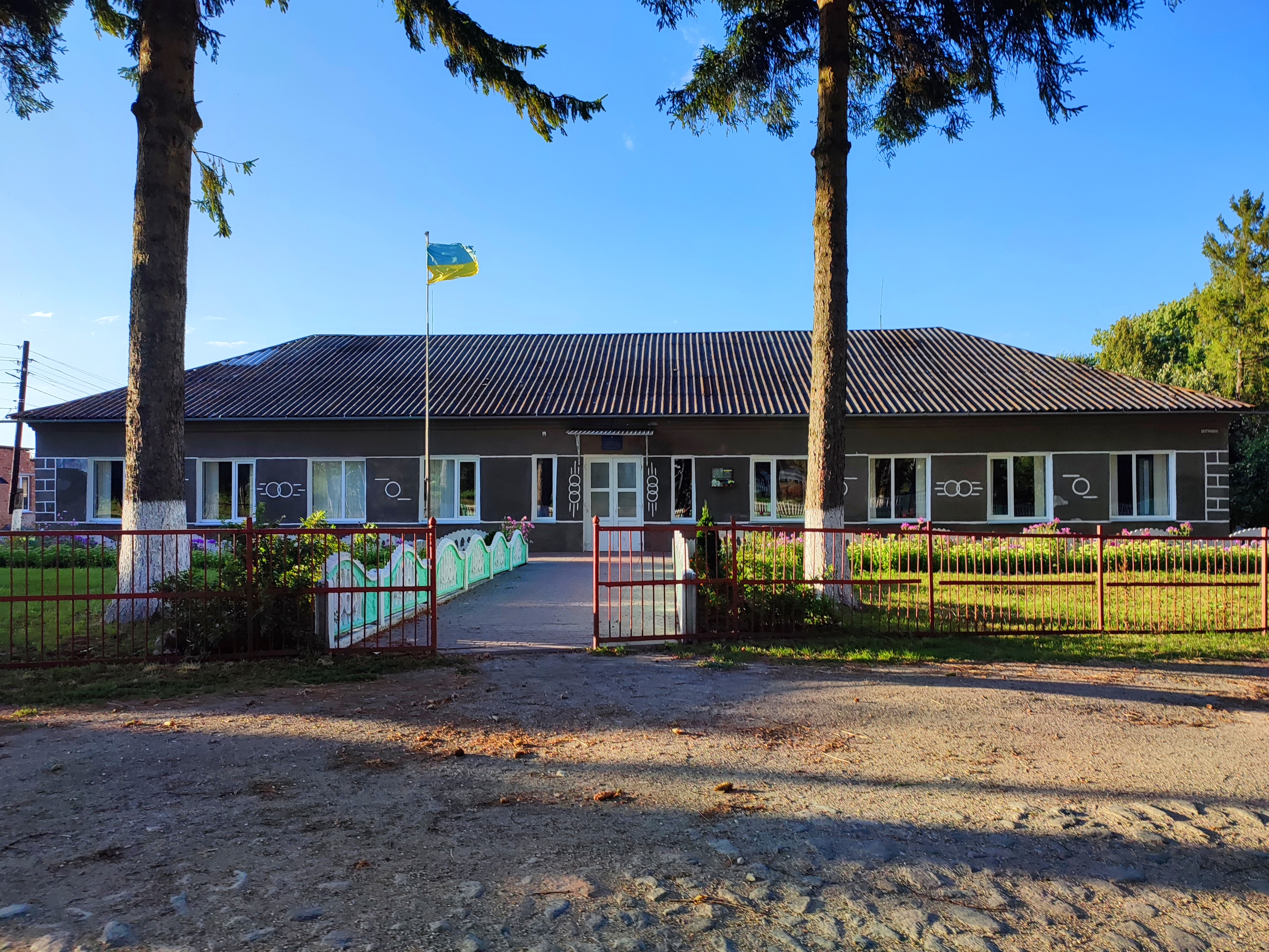
Школа
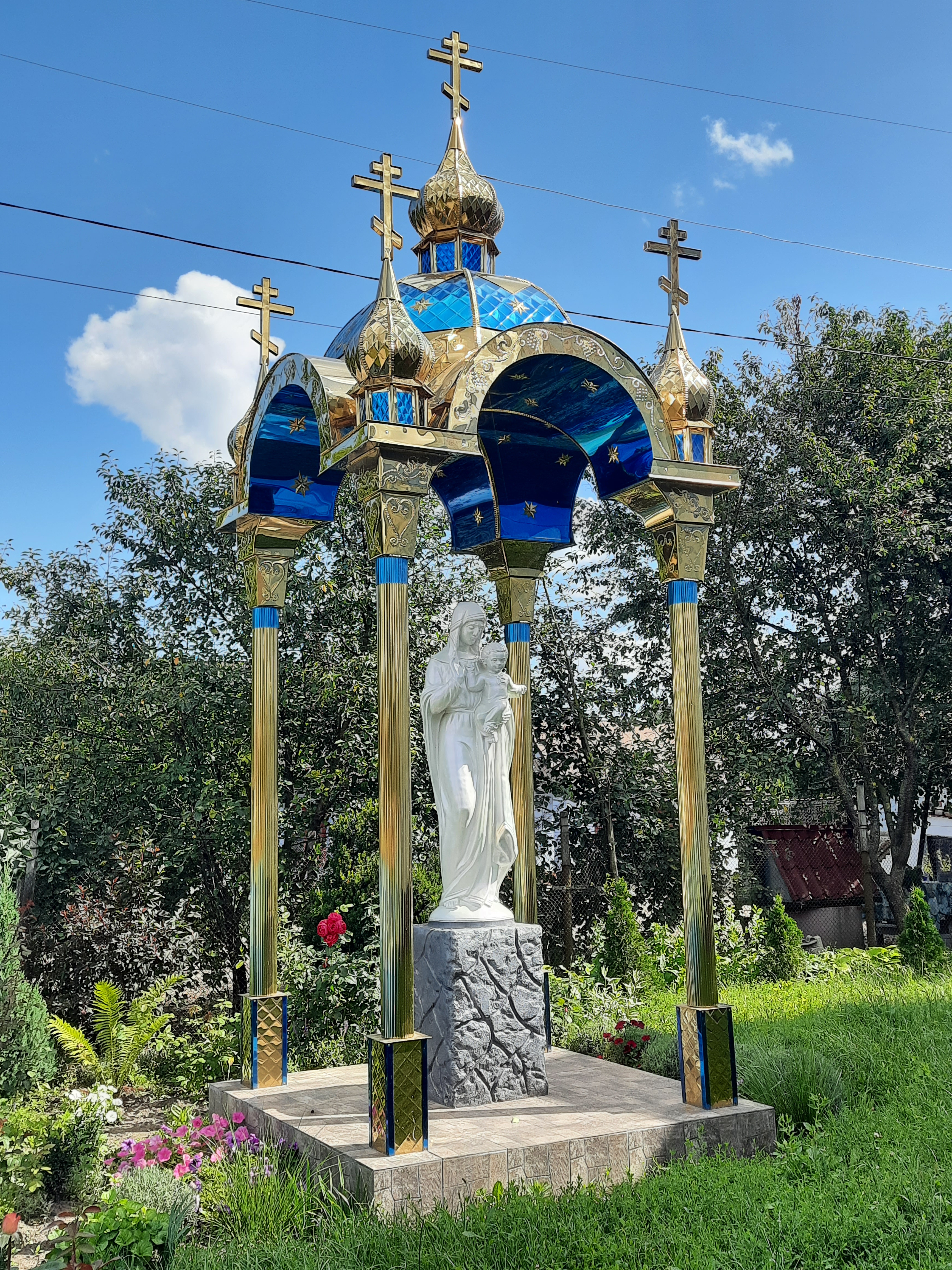
Статуя Божої Матері
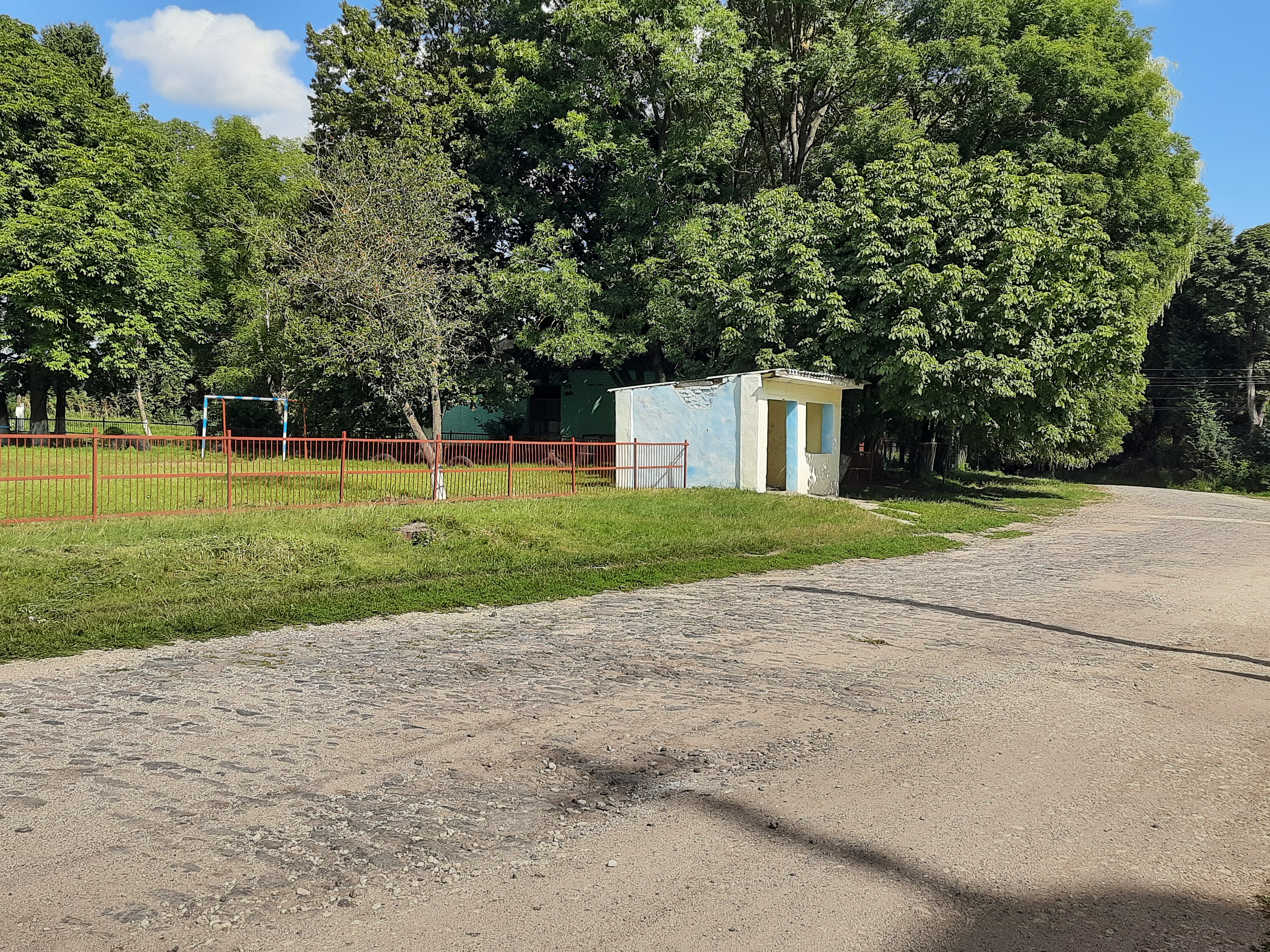
Автобусна зупинка
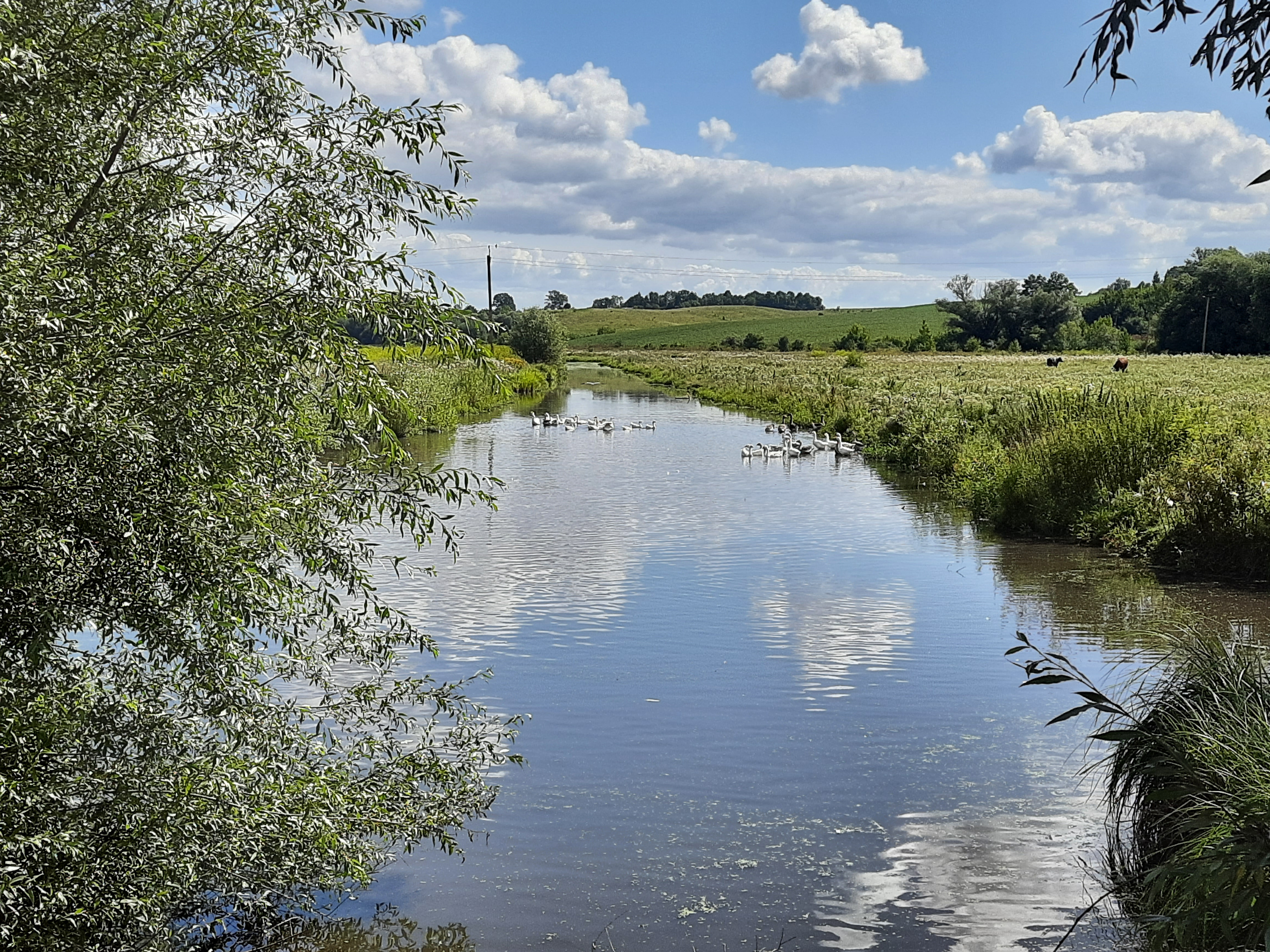
Сільський пейзаж
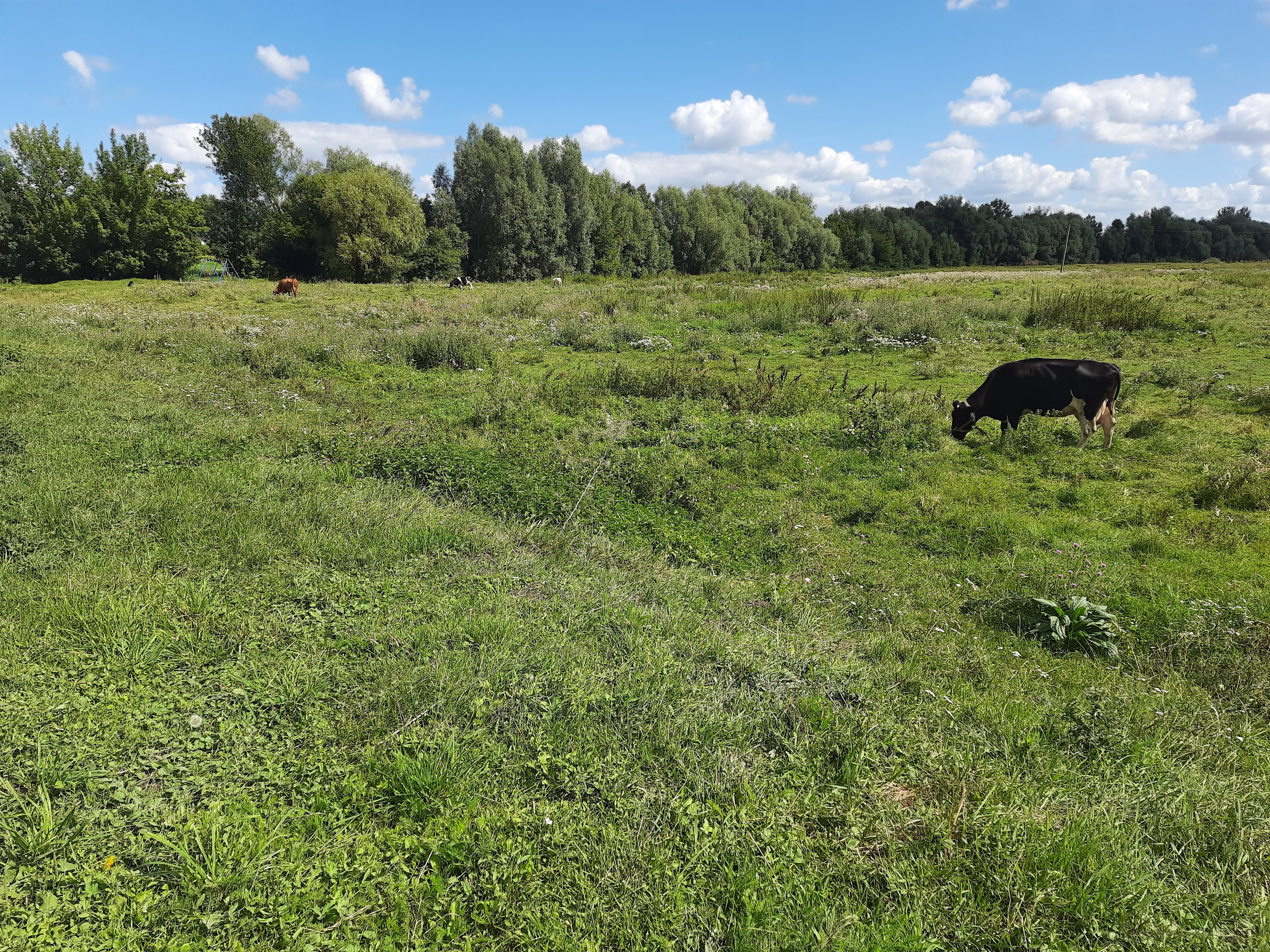
Краєвид біля села